# 阮廷括
阮廷括（1916年12月31日—2007年4月30日），亦譯作阮廷适，越南共和國商人、政治人物，曾於1961年和1967年兩次作爲總統候選人參加越南共和國總統選舉。

## 生平
阮廷括是河靜省人，生於1916年12月31日（一說1917年）。後來，阮廷括成爲了一名富有的橡膠種植園主和商人。
1961年越南共和國總統選舉，三位總統候選人分別爲時任越南共和國總統吳廷琰、阮廷括和胡日新，阮廷括的副總統搭檔爲阮成芳。
1967年越南共和國總統選舉，阮廷括作爲11名總統候選人之一參與了競選。
2007年4月30日，阮廷括在美國加利福尼亞州長灘逝世。